# Leo Havers
Leo Havers (* 10. Dezember 1919 in Bern; † 26. Dezember 1989) war ein deutscher Arzt.

## Leben und Wirken
Leo Havers war ein Sohn des Sprachwissenschaftlers Wilhelm Havers und dessen Ehefrau Maria, geborene Ommers, die aus Lindlar kam. Der Großvater mütterlicherseits war der Lindlarer Bäcker, Kleinhändler und Gastwirt Karl Ommer (1857–1948), der ein Sohn des renommierten Lindlarer Gastwirts Christian Ommer (1820–1900) war. Sein Vater folgte mit der Familie Rufen an Universitäten in Bern, Würzburg und Breslau. 1938 zog er mit seinen Eltern und Geschwistern nach Wien, wo er ein Gymnasium besuchte. Während der Ferien lebte er oftmals bei seinen Großeltern in Lindlar.
Vor Beginn des Zweiten Weltkriegs begann Havers ein Medizinstudium an der Universität Wien, das er aufgrund eines in Wipperfürth geleisteten Arbeitsdienstes unterbrechen musste. Während dieser Zeit lebte er bei seinem Großvater in Lindlar. Nach einer Einberufung zum Wehrdienst kämpfte er an der Ostfront. Nach Kriegsende nahm er das Medizinstudium wieder auf und strebte einen Abschluss als Chirurg an. Anfang der 1950er Jahre erhielt er Angebote für Stipendien im Bereich Chirurgie in den USA und Anästhesie in England. Er wählte London als Studienort und beschäftigte sich dort mit der Anästhesie, die seinerzeit in Deutschland nahezu nicht gelehrt wurde.
Im Jahr 1956 zog Havers nach Bonn und begründete an der dortigen Universität während vieler Jahre den eigenständigen Zweig der Anästhesie. Nach der Habilitation erhielt er 1970 einen Ruf als ordentlicher Professor. An der medizinischen Fakultät unterrichtete er bis Emeritierung im Jahr 1981. Danach arbeitete er bis Ende 1989 als Chefarzt der Abteilung für Anästhesie des dortigen St.-Johannes-Hospitals. Gemeinsam mit Eberhard Krüger schrieb er die Operationslehre für Zahnärzte, die in mehreren Ausgaben erschien.
Havers neigte seit seinem Aufenthalt in London zu einer angelsächsischen Lebensführung als Gentleman. Er legte wenig Wert auf Ämter oder Titel und gab sich weder als Professor noch als Chefarzt zu erkennen, wodurch er neue Mitarbeiter und Kollegen bei seinen Patientenbesuchen gelegentlich irritierte.
Havers erbte von seinem Großvater mütterlicherseits ein Wohnhaus mit Mühle. Zu Beginn der 1980er Jahre entschied er sich, das Anwesen in Kaufmannsommer denkmalgerecht zu sanieren. Im Rahmen des Vorhabens lernte er das Freilichtmuseum Lindlar kennen, engagierte sich für dieses und veranstaltete im August 1988 in diesem Anwesen eine Zusammenkunft, bei der ein Förderverein des Museums gegründet wurde.